# Nicolae Marinescu
Nicolae Marinescu (n. 2 septembrie 1884, Tigveni, România – d. 28 aprilie 1963) a fost un medic și general român, originar din comuna Tigveni, județul Argeș, care a luptat în cel de-al Doilea Război Mondial.

## Biografie
Nicolae Marinescu s-a născut în ziua de 2 septembrie 1884 în familia învățătorului Marin și Joița Marinescu, din comuna Tigveni, județul Argeș. Marin Marinescu, tatăl generalului medic, se născuse în ziua de 2 ianuarie 1861 în localitatea Ciofrângeni, din județul Argeș, în familia lui Marin și Stana Marinescu (fostă Trandafir). După finalizarea școlii primare din localitate, Marin Marinescu a absolvit în anul 1882 cursurile Seminarului din Curtea de Argeș și a devenit învățător titular, în anul 1883, în comuna Tigveni. Dar, cu circa un an înainte, el s-a căsătorit, la 3 septembrie 1882, cu Joița Ionescu, fiica lui Ion și Sima Salaganci (născută la 1 aprilie 1862, în localitatea Flămânzești, județul Argeș). În anii următori, familia învățătorului Marin Marinescu s-a mărit cu încă doi fii: Gavril, la 7 noiembrie 1886, și Victor, la 5 martie 1889. În  luna martie 1889, Marin Marinescu a fost transferat institutor în Oltenița (jud. Ilfov); apoi, din septembrie1889, a fost mutat în București. În Capitală, Marin Marinescu a funcționat ca institutor la următoarele școli primare de băieți: nr. 25 (anii 1889-1894), nr. 6 (anii 1894-1903) și nr. 14 (anii 1903 - 1928), de unde a ieșit la pensie (anul 1928). Marin Marinescu s-a stins din viață în ziua de 16 septembrie 1931, în București.
Terminând relatarea principalelor repere din viața tatălui Marin Marinescu, în continuare vom prezenta pe cele ale generalului de divizie medic Nicolae Marinescu. Acesta a urmat cursurile primare ale Școlii de Băieți nr. 25 București, absolvind-o în anul 1894, clasat: „premiant I”, după care, între anii 1894 și 1901, a urmat cursurile Facultății de Medicină (1901-1903) și Institutul Medico-Militar (1903-1907), ambele din București. 
În anul 1910, cu prilejul concursului organizat de Ministerul de Război în vederea trimiterii unor medici militari la studii de specializare în Franța și Germania, locotenentul medic Nicolae Marinescu s-a clasat: „primul”. În consecință, a urmat stagii de specializare la Paris (anul 1911) și la Berlin (anul 1912), întorcându-se în țară cu titlul de „monitor al Spitalului Laroboisier din Paris”. 
A fost Ministrul Sănătății și Asistenței Sociale în guvernul Constantin Argetoianu (20 septembrie 1939 - 23 noiembrie 1939). 
Medicul general de brigadă Nicolae Marinescu a demisionat din cadrele active ale armatei în 30 noiembrie 1940, fiind trecut în rezervă prin decretul nr. 4.185 din 23 decembrie 1940. Efectele decretului-lege au fost anulate la 1 septembrie 1944, iar generalul Marinescu a fost rechemat în activitate, cu toate drepturile începând de la data trecerii sale în rezervă prin demisie. 
A fost Ministrul muncii și sănătății publice (de la 1 sept. 1944, ministrul muncii, sănătății publice și ocrotirii sociale) în guvernul Sănătescu (23 august 1944 - 4 noiembrie 1944).
A fost membru titular al Academiei de Științe din România începând cu 5 iunie 1943.
Generalul dr. Nicolae Marinescu a fost numit la 1 septembrie 1944 în funcția de ministru al muncii, sănătății și ocrotirilor sociale. A fost înaintat apoi pe 11 septembrie 1944 la gradul de general de divizie (cu începere de pe data de 8 iunie 1940) și trecut în aceeași zi din oficiu în poziția de rezervă, pentru limită de vârstă (cu începere de la 15 septembrie 1943).
Nicolae Marinescu a fost arestat la 5 mai 1950 și condamnat la 5 ani închisoare, fiind reținut la penitenciarul Sighet și eliberat în 1955.

## Cariera militară
Cariera militară a generalului de divizie medic Nicolae Marinescu avut, cronologic, următoarea evoluție a înaintărilor în grad: 1 aprilie 1907 - sublocotenent, 1 aprilie 1909 - locotenent, 1 aprilie 1912 - căpitan, 23 noiembrie 1916 - maior, 10 noiembrie 1917 - locotenent -colonel, 1 aprilie 1920 - colonel, 1 aprilie 1937 - general de brigadă și 8 iunie 1943 - general de divizie.
Paralel cu evoluția înaintărilor în grad, vom trece în revistă, cronologic și rezumativ, funcțiile îndeplinite de acesta în perioada activității militare:
- 7 aprilie 1907 - 1 aprilie 1908, medic secundar la Spitalul Central al Armatei;
- 1 aprilie 1908 - 1 aprilie 1909, medic la Compania de Pompieri București;
- 1 aprilie 1909 - 1 aprilie 1912, medic la Regimentul 3 Călărași (în perioada 1911-1912, s-a aflat la Paris și Berlin, la specializare, contând ca prezent, doar nominal, în controlul respectivei unități);
- 1 aprilie 1912 - 15 august 1916, medic la Pirotehnia Armatei (fiind detașat, în timpul Campaniei din Bulgaria din vara anului, 1913, ca medic al Ambulanței Diviziei 4 Infanterie);
- 15 august 1916 - 14 ianuarie 1917, medic la Serviciul Sanitar din Marele Cartier General;
- 14 ianuarie 1917 - 30 iunie 1917, medic șef al Serviciului Triaj din gara feroviară Iași;
- 1 iulie 1917 - 30 iunie 1914, medic șef al Serviciului Triaj al Armatei I;
- 1 iunie 1918 - 1 noiembrie 1918, medic în cadrul Secției Sanitare a Ministerului de Război;
- 1 noiembrie 1918 - 1 iunie 1919, medic la Serviciul Sanitar din Marele Cartier General;
- 1 iunie 1919 - 1 octombrie 1919, medic șef al Centrului de Specialități Oradea;
- 1 octombrie 1919 - 1 aprilie 1920, medic la Serviciul Sanitar din Marele Cartier General;
- 1 aprilie 1920 - 1 aprilie 1924, medic al Școlii Superioare de Război;
- 1 aprilie 1924 - 1 iunie 1926, medic director al Depozitului General Sanitar al Armatei;
- 1 iunie 1926 - 1 aprilie 1937, medic director al Institutului Sanitar Militar;
- 1 aprilie 1937 - 4 martie 1938, medic șef al Spitalului Militar Central „Regina Elisabeta”.

În aceeași perioadă, concomitent, Nicolae Marinescu a funcționat și ca medic profesor la Școala Superioară de Război (1920-1926) și ca medic director al Sanatoriilor Militare din Carmen Sylva (1924 - 4 martie 1938). 
Carierea militară și politică a acestuia a înregistrat următoarea evoluție:
- 4 martie 1938 și 4 aprilie 1938, secretar general al Ministerului Sănătății și Ocrotirii Sociale;
- 4 aprilie 1938 - 24 noiembrie 1939, ministru al Sănătății și Ocrotirii Sociale;
- 24 noiembrie 1939 - 30 noiembrie 1940, medic în Serviciul Sanitar al Armatei;
- 30 noiembrie 1941 - 23 august 1944, trecut „în rezervă”, dar contând „prezent” în controalele nominale ale Marelui Stat Major;
- 23 august 1944 - 4 noiembrie 1944, ministru al Muncii, Sănătății și Asigurărilor Sociale;
- 1 februarie 1945 - 31 martie 1945, inspector general al Serviciului Sanitar al Armatei;
- 31 martie 1945 - trecut direct „în retragere”.

## Cariera științifică
Activitatea științifică i-a adus generalului de divizie medic Nicolae Marinescu, pe lângă recunoașterea națională și internațională în lumea științifică medicală, primirea în rândul unor înalte instituții academice, ca:
- „membrul asociat” al Academiei de Medicină, București - 1934;
- „membru titular” al Societății Internaționale de Chirurgie și „membrul de onoare” al Societății de Ginecologie și al Societății Balneoclimatică - 1939;
- „membru titular” al Academiei de Medicină, București - 1940;
- „membru titular” al Academiei de Știință din România - 1943.

## Distincții militare
În planul recompenselor primite, atât pentru activitatea militară și profesională desfășurată, cât și pentru cea politică, generalul de divizie medic Nicolae Marinescu a fost decorat, printre altele, cu următoarele ordine și medalii: 
- Medalia jubiliară: „Carol I”, prin Înaltul Decret Regal, nr. 6.348/1905;
- Medalia: „Bărbăție și Credință”, Clasa I prin Î. D. nr. 6.977/1912;
- Ordinul „Coroana României”, în Grad de „Cavaler”, prin Î. D. nr. 7.324/1914;
- Medalia: „Avântul Țării”, prin Î. D. nr. 2970/1914;
- Medalia: „Meritul Sanitar”, Clasa a II-a, prin Î. D. nr. 2.109/1914;
- Crucea: „Regina Maria”, Clasa a II-a, prin Î. D. nr. 4.764/1914;
- Ordinul: „Steaua României” cu Spade în Grad de „Ofițer”, prin Î. D. nr. 547/1917;
- Medalia (franceză): „De onoare a epidemiilor „Vermeil”, prin Brevetul nr. 24.195/1918;
- Crucea „Comemorativă, 1916 - 1918”, prin Î. D. nr. 1.744/1918;
- „Crucea de Război” (franceză), cu „Citațiune pe Armată”, prin Brevetul nr. 834/1918;
- Medalia: „Victoria” prin Brevetul nr. 498/1923;
- Ordinul: „Coroana României”, în Grad de „Comandor”, prin Î. D. nr. 3/1927;
- Medalia: „Peleș”, prin Î. D. nr. 2305 / 1933;
- Ordinul (francez): „Legiunea de Onoare”, în Grad de „Cavaler”, prin Î. D. nr. 13.578/1934;
- Ordinul (grecesc): „George I”, în Grad de „Comandor”, prin Brevetul nr. 14/1937;
- „Crucea Roșie Germană”, Clasa I, prin Brevetul nr. 52.534/1938;
- „Medalia Culturală”, Clasa I, 1939;
- „Ordinul: „Coroana României”, în Grad de „Mare Cruce”, cu însemnele militare de pace, prin Î. D. nr. 118/1939;
- Ordinul: „Sfântul Mormânt”, în Grad de „Comandor”, prin Brevetul nr. 758/1939;
- „Medalia Amintirii”, Clasa a III-a, prin Brevetul nr. 706/1939.